# C·T·J·巴尼斯
C·T·J·巴尼斯（C. T. J. Barnes，？—？），是一名英格蘭男子羽球運動員。
1905年，巴尼斯與史都華·馬斯登·馬塞搭檔贏得全英羽球錦標賽男子雙打冠軍，他們在決賽中擊敗喬治·艾倫·湯姆斯與拉爾夫·瓦特林的組合。同年，他們也贏得薩里錦標賽與米德塞克斯錦標賽的男子雙打冠軍。
1907年，他們兩人再度贏得薩里錦標賽與米德塞克斯錦標賽的男子雙打冠軍。